# Мефодіївський провулок
Мефо́діївський прову́лок — провулок у Шевченківському районі міста Києва, місцевість Шулявка. Пролягає від Кирило-Мефодіївської вулиці до тупика.

## Історія
Провулок виник у 2-й половині XIX століття, мав назву (2-й) Ольгинський. Сучасна назва — з 1955 року.
До провулку відноситься лише один будинок — № 4-А, тут розташований спеціалізований дитячий садок «Школярик» (спершу призначався для дітей співробітників заводу імені Петровського).